# Star Lake (New York)
Star Lake est une census-designated place du comté de Saint Lawrence, dans l'État de New York, aux États-Unis,. En 2020, elle compte une population de 631 habitants.